# Zarià (Oktiabrski)
Zarià - Заря (rus) és un possiólok del krai de Krasnodar, a Rússia. Es troba al delta del riu Kuban. És a 13 km al sud-est de Poltàvskaia i a 63 km al nord-oest de Krasnodar. Pertany al possiólok d'Oktiabrski.